# Cortodera cubitalis
Cortodera cubitalis là một loài bọ cánh cứng trong họ Cerambycidae.